# سد عين الدالية
سد عين الدالية
هو أحد  سدود الجزائر،  تصل طاقته الإجمالية إلى 76 مليون متر مكعب، والتي يستمدها من مياه الأمطار المتساقطة في كل سنة.  يوجد على وادي مجردة، ويقع في مدينة سوق أهراس، دائرة المشروحة، بلدية الحنانشة.